# Eskimo
Eskimo é um filme norte-americano de 1933, do gênero drama, dirigido por W. S. Van Dyke e estrelado por Mala e Lotus Long.

## Produção
Assim como fizera em White Shadows in the South Seas e faria com Trader Horn, o diretor Van Dyke decidiu filmar em locações. Daí, embarcou com a equipe em um baleeiro para o local mais ao norte do Alasca, tendo por guia o naturalista dinamarquês Peter Freuchen, autor dos dois livros em que o filme foi baseado -- Die Flucht Ins Wiesse Land e Der Eskimo.
Os nativos do elenco falam em sua própria língua, com intertítulos em inglês reminiscentes dos que eram usados nos filmes mudos, ao invés de legendas convencionais.
Van Dyke aparece como um polícia montada e Peter Freuchen como um capitão criminoso. O esquimó Mala agradou tanto que ganhou um contrato com a MGM.
O filme recebeu o Oscar de Melhor Montagem e foi tão bem nas bilheterias que inspirou outra produção semelhanate, filmada no Taiti e outras ilhas da Polinésia Francesa: Last of the Pagans (1935), também estrelado por Mala e Lotus Long.

## Sinopse
Mala, chefe de uma tribo de esquimós, gaba-se de ter dormido com vinte mulheres, sem ter-se casado com nenhuma. Mas vira uma fera se alguém tenta se meter com Iva, sua nova namorada. Ele chega a matar com um arpão o comerciante de peles que arrastou a asa para ela! Por fim, Mala acaba nas mãos da Polícia Montada, cujos esforços para trazer os esquimós para a civilização resulta em tragédia.

## Premiações
| Patrocinador                                  | Prêmio | Categoria                   | Situação  |
| --------------------------------------------- | ------ | --------------------------- | --------- |
| Academia de Artes e Ciências Cinematográficas | Oscar  | Melhor Montagem             | Vencedor  |
| National Board of Review                      | NBR    | Dez Melhores Filmes de 1934 | Escolhido |

## Elenco
| Ator/Atriz     | Personagem     |
| -------------- | -------------- |
| Mala           | Mala           |
| Lotus Long     | Iva            |
| Edgar Dearing  | Balk           |
| Peter Freuchen | Capitão        |
| Edward Hearn   | Marinheiro     |
| Joe Sawyer     | Sargento Hunt  |
| W.S. Van Dyke  | Inspetor White |